# Launchpad (macOS)
El Launchpad és un llançador d'aplicacions per macOS desenvolupat per Apple i introduït en Mac OS X Lion. Cada aplicació es troba representada per una icona, on l'usuari pot clicar per obrir-la. El Launchpad consta d'una interfície d'usuari a pantalla completa i és l'alternativa a altres formes d'obrir aplicacions a macOS, com el Dock (barra), el Finder (gestor d'arxius) o l'Spotlight (cercador).
Launchpad ha estat dissenyat a partir de la interfície SpringBoard d'iOS.
En un principi, la pantalla del Launchpad s'omple amb la llista de programes instal·lats a la carpeta "Aplicacions" de macOS. L'usuari pot afegir-ne més a mesura que les instal·li. Només es poden desinstal·lar des del Launchpad aquelles aplicacions que s'hagin descarregat a través de la Mac App Store. Les apps es poden organitzar en carpetes de la mateixa manera que a iOS. Al Mac OS X Lion, el Launchpad tenia vuit icones per fila. A partir d'OS X Mountain Lion, té set icones per fila. De totes maneres, l'usuari pot canviar aquesta configuració mitjançant un perfil root.
Des de Mac OS X Lion, la tecla de funció F4 del teclat obre el Launchpad. En cas de tenir-ho activat, també es pot obrir mitjançant el gest de pessigar amb quatre dits el touchpad.
La possibilitat de cercar apps directament des del Launchpad es va afegir amb OS X Mountain Lion.
A OS X Mavericks, el fons del Launchpad va passar a ser una versió difuminada del fons de pantalla de l'escriptori, abandonant l'estètica esqueuformista anterior.
A partir d'OS X Yosemite, les carpetes del Launchpad s'assemblen molt a les d'iOS, formant-se a partir de quadrats translúcids amb una graella de previsualització 3x3 de les aplicacions agrupades. A l'obrir-se s'expandeixen en forma de llista rectangular. A més, també es va permetre la paginació de les carpetes per poder organitzar millor les aplicacions.